# Biblioteca BS-IBBY México
La Biblioteca BS-IBBY es la unión de la Biblioteca Santiago y la International Board on Books for Young People, la cual es una asociación civil mexicana sin fines de lucro que se ubica en el barrio de Mixcoac en la Ciudad de México. Su acervo se especializa en literatura infantil y juvenil y está integrado por 47,000 libros. Resguarda el Archivo Blair-Rivas Mercado, el Acervo Especializado en Estrategias de Mediación Lectora y la exposición permanente Un homenaje a Alicia en el País de las Maravillas. 

## Historia

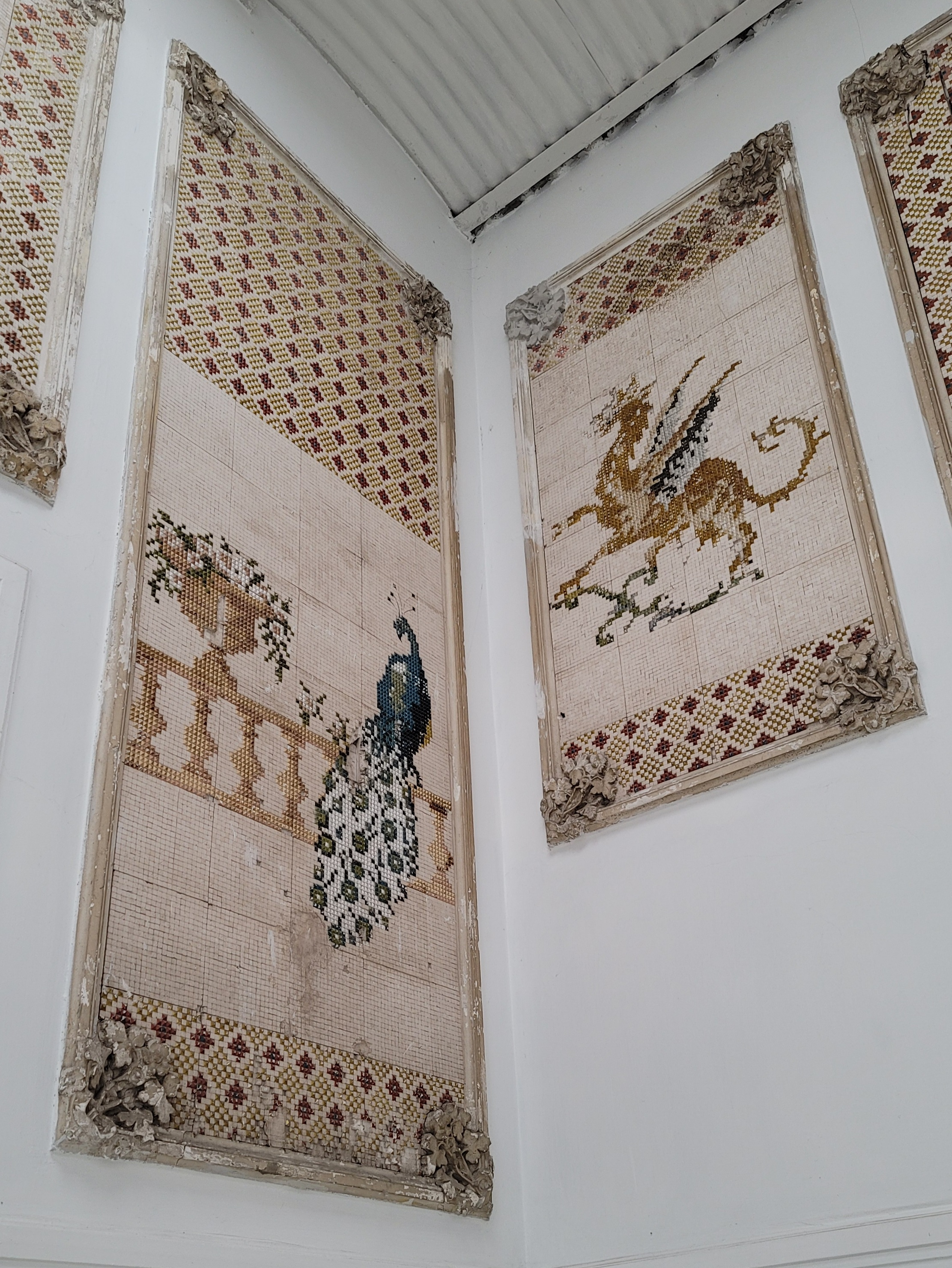
Mosaicos originales en los baños de la Biblioteca BS-IBBY

La Asociación Mexicana para el Fomento del Libro Infantil y Juvenil A.C. se fundó en 1979. En el año 2008, cambiaron su nombre a Asociación para Leer, Escuchar, Escribir y Recrear, A.C., más conocida como IBBY México. Un año después de su fundación, se afiliaron a IBBY Internacional, un colectivo que hoy está compuesto por 81 secciones a nivel internacional, que se constituyen en grupos de personas con perfiles diversos y que están comprometidas con la importancia de propiciar el encuentro entre los libros y la infancia.

## Arquitectura

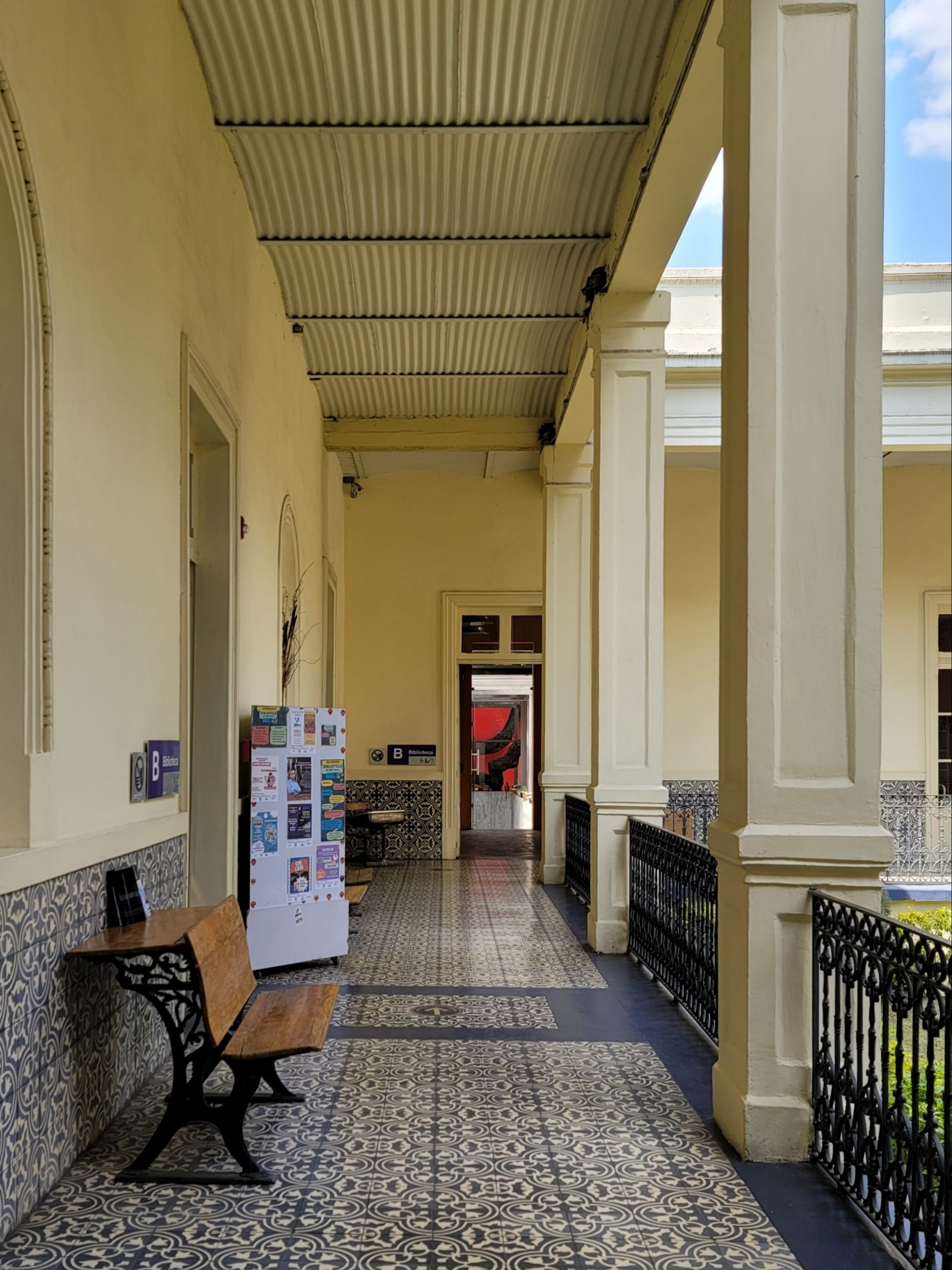
Interior de la Biblioteca BS-IBBY

La Biblioteca BS-IBBY se encuentra ubicada en el n.º 54 de la Calle Goya en Mixcoac. El edificio fue antaño una hermosa casona porfiriana propiedad de Manuel Rueda la cual fue diseñada y construida, hacia 1898, por el prestigioso arquitecto mexicano Antonio Rivas Mercado, quien también diseñó el Ángel de la Independencia.

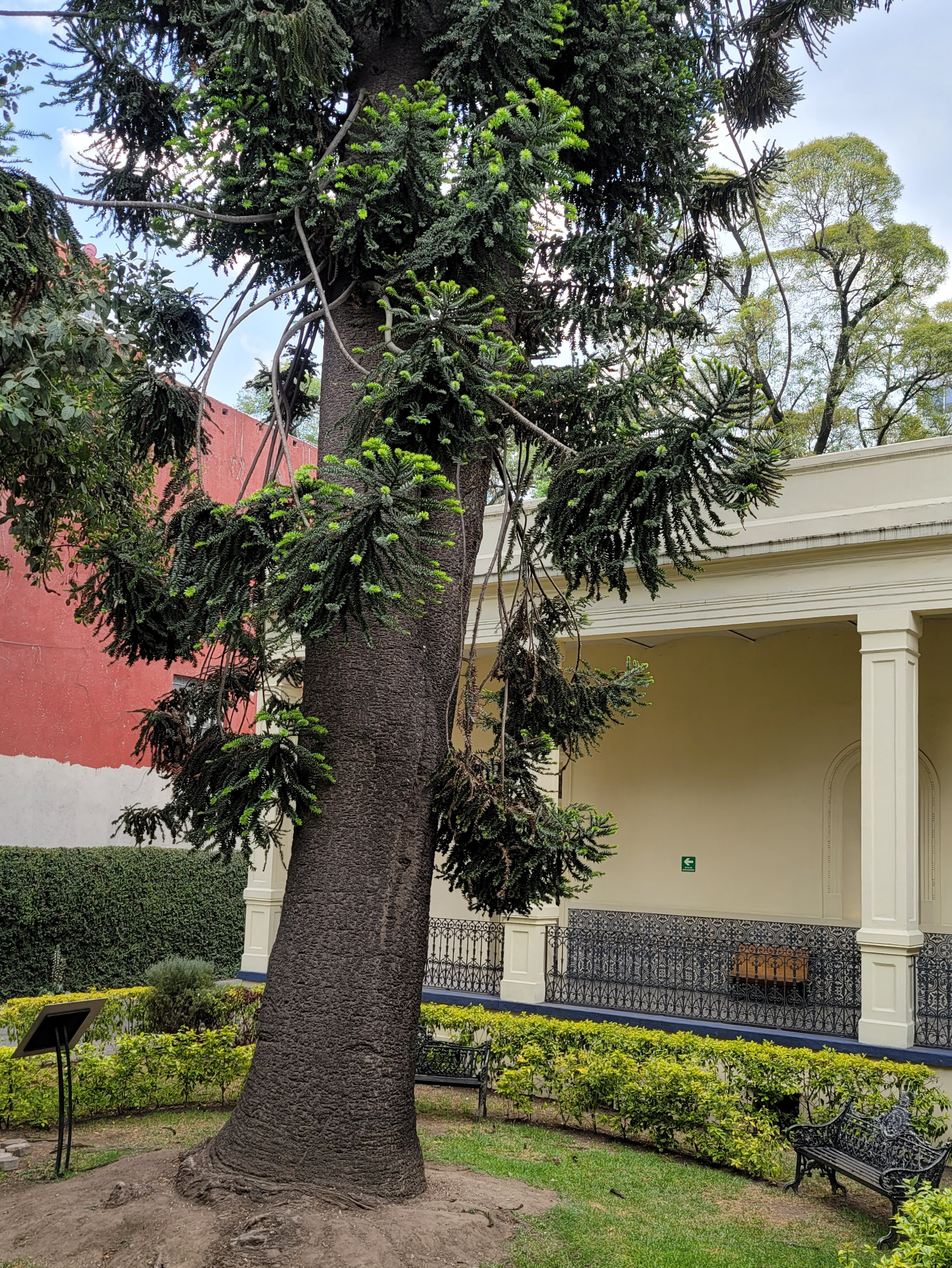
Árbol Araucaria en la Biblioteca BS-IBBY

La casona también fue conocida como la Casa de la Araucaria debido a que en el jardín central se encuentra en árbol de esta familia de las coníferas. Los vecinos afirman que es el árbol más alto de Mixcoac. 
El edificio fue adquirido y restaurado por la Fundación Alfredo Harp Helú y posteriormente, en 2012, fue donado a IBBY de México para que se instalara aquí la biblioteca. El emblemático inmueble, catalogado por el INAH debido a su valor histórico, se convirtió en la sede de la Biblioteca BS–IBBY México, a la que se nombró así por la unión de esta Asociación y de la Biblioteca Santiago, como María Isabel Grañén y Alfredo Harp llamaron a la biblioteca infantil que abrieron en el año 2007 en la ciudad de Oaxaca.

## Catalogación de la Biblioteca BS-IBBY

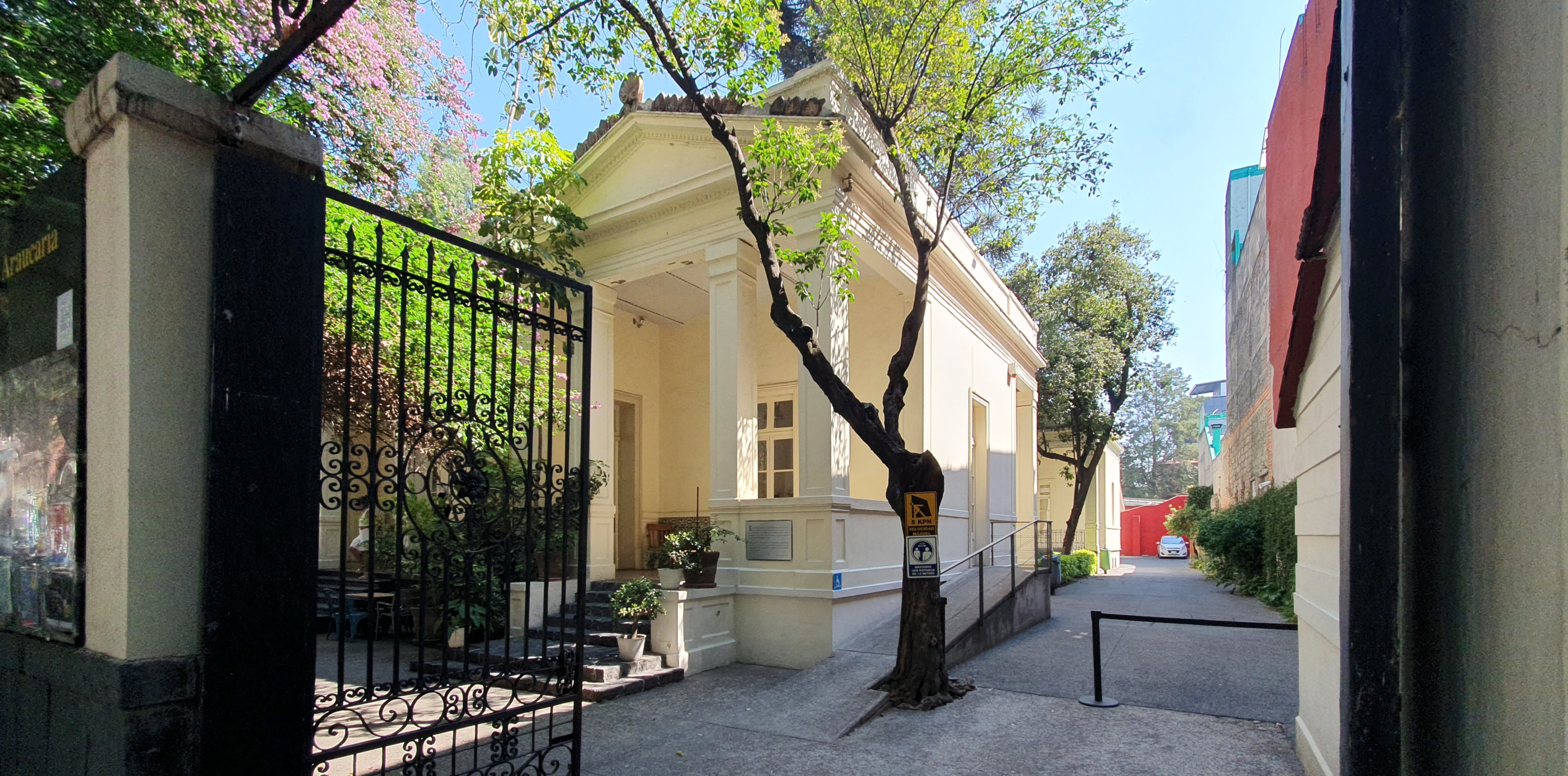
"La Casa de la Araucaria"

El acervo de la biblioteca, que asciende a 47,000 libros, está organizado en cinco grandes salas:
- Comunicación Científica: libros relacionados con biología, matemáticas, química, entre algunas otras áreas científicas.

- Primera infancia: incluye libros dirigidos a niños menores de 3 años.
- Los que empiezan a leer: libros dirigidos a niños de 1°, 2° y 3° de primaria.
- Los que leen bien: libros dirigidos a niños de 4°, 5° y 6° de primaria, así como niños de secundaria.
- Grandes lectores: libros dirigidos a un público que abarca desde estudiantes de preparatoria y se extiende a personas de la tercera edad.

### Archivo Blair-Rivas Mercado
En 2017, los estudiantes de 6.º semestre de la licenciatura en Historia del Instituto Mora realizaron la clasificación del Archivo Blair-Rivas Mercado, el cual se encuentra en resguardo de la Biblioteca BS-IBBY. El archivo se divide en dos grupos documentales: el acervo documental y el acervo fotográfico.

### Exposición Permanente Homenaje a Alicia en el País de las Maravillas
En el sótano de la Biblioteca BS-IBBY se resguarda esta exposición permanente, que fue donada por Bruno Newman. Está integrada por una gran diversidad de ediciones de la emblemática novela Alicia en el País de las Maravillas escrita por Lewis Carroll. Se pueden encontrar ediciones en formato pequeño y grande, tradicional y moderno. 

## Programas y Proyectos

### Abuelos lectores y cuentacuentos
El programa de Abuelos lectores y cuentacuentos nació en 2011 en alianza con la Coordinación de Difusión Cultural de la Universidad Nacional Autónoma de México para promover el gusto por la lectura, la conversación y la narración entre los adultos mayores, con el fin de propiciar un acercamiento intergeneracional a través de lo aprendido.

### Bunkos
El proyecto se basa en la conformación de pequeños grupos de niños que se dan cita periódicamente para escuchar una lectura, y así crear un espacio donde cada uno, a través de su propia identidad y experiencia de vida, se pone en contacto con el otro. Cada bunko comprende un librero, una alfombra de colores, diez cojines y un acervo de 250 a 300 libros.

### Pícnic Literario
Cada año, desde 2015, se desarrolla esta iniciativa en el Centro Nacional de las Artes. El Pícnic Literario se organiza cada 2 de abril, es decir, el Día Internacional del Libro Infantil, efeméride que instituyó IBBY en 1967, en conmemoración del cumpleaños de Hans Christian Andersen. Tiene como propósito festejar el libro infantil, con el ánimo de inspirar el amor por los libros y llamar la atención de la comunidad sobre los libros para niños. 
El evento incluye:
- Manteles: que se colocan en un área determinada y cada uno lleva una canasta.
- Canasta: cada una cuenta con 30 libros de contenidos y formatos variados, dirigidos a diferentes edades.
- Mediadores de lectura: en cada mantel hay dos mediadores que realizan lecturas en voz alta, narraciones y recomendaciones de libros.
- Talleres: se llevan a cabo talleres de fomento de la lectura para toda la familia, incluyendo dinámicas de sensibilización al idioma Braille y Lengua de Señas Mexicana.
- Espectáculos: se ameniza con espectáculos de música, teatro, títeres, entre otros.

## Congreso Internacional de IBBY
El Congreso de IBBY es un evento bienal en el que se reúnen los miembros de las secciones de IBBY de las diferentes partes del mundo con otras personas interesadas en los libros para niños y jóvenes, así como en el fomento de la lectura.
Entre el 10 y el 13 de septiembre de 2014, en este inmueble, IBBY México tuvo el honor de ser la sede del 34° Congreso Internacional de IBBY, evento al que asistieron 971 participantes de 66 países diferentes. Asimismo, cabe resaltar que la temática central del evento fue sobre la lectura como experiencia incluyente, bajo el lema: Que todos signifique todos.